# Juan Luis Alborg
Juan Luis Alborg Escarti (Valencia, 18 de junio de 1914- Bloomington, Estados Unidos, 6 de mayo de 2010) fue un crítico literario e historiador de la literatura española, autor de una conocida Historia de la literatura española, que dejó inconclusa. Licenciado en Historia por la Universidad de Valencia y Doctor en Filosofía y Letras por la Universidad de Madrid. Comenzó su carrera como profesor en diversas academias de su ciudad natal, para dedicarse, desde el año 1944, a la docencia universitaria en Valencia, Madrid y Estados Unidos. 

## Biografía

### Primeros años y formación
Fue el único hijo de Agustina Escartí y el primero de Juan Alborg Vilaplana. Su madre murió cuando tenía tres años a causa de la tuberculosis y su padre volvió a casarse con Teresa Monserrat, con quien tendría a su segunda hija, Teresa Alborg Monserrat (1920-2013). 
Su padre murió de tuberculosis cuando Juan Luis Alborg acababa de cumplir nueve años, a partir de este momento, se ocupó de su educación su tío paterno. Miguel Alborg Vilaplana lo inscribe en un seminario de jesuitas para cursar estudios clásicos. Según consta en su ficha del colegio Santo Tomás de Villanueva, empezó su carrera eclesiástica en octubre de 1925 y en septiembre de 1930 estaba matriculado en el primer curso de Filosofía en el colegio de Vocaciones Eclesiásticas de San José. Si bien abandonó la carrera eclesiástica, en 1939 regresó al mencionado colegio para ejercer como profesor de Filología Latina.  
Curso estudios de bachillerato en el Instituto Lluís Vives de Valencia y obtuvo el título en enero de 1931.
A principios de 1937 conoce en una fiesta a la que sería su esposa, Concepción Carles Abello (Valencia, 21 de junio de 1916- 1975) y pocos meses después Alborg es llamado para servir en la guerra civil española. Durante el periodo que media entre julio de 1937 y marzo de 1939 la pareja intercambia correspondencia casi diaria, un testimonio de primera mano que se recoge en gran parte en My Mother that Stranger, de Concha Alborg Carles. 
En el momento de ser reclutado, estudiaba Historia en la Universidad de Valencia; sin embargo, tuvo que dejar la carrera para unirse al frente sur en Valdepeñas, para pasar luego a Andújar, Arjona y finalmente Casas de Utiel, desde donde regresó caminando a Valencia en marzo de 1939. Debido a sus problemas de visión y a su nivel educativo, durante la contienda lo enviaron a la retaguardia y a ocuparse de las labores de operador de radio. 

### Comienzo de su carrera

#### En España
Una vez acabada la guerra, Alborg retomó sus estudios en la Universidad de Valencia y obtuvo el título de Licenciado en Historia el 29 de septiembre de 1939. A partir de este año ejerció como profesor de Geografía, Historia, Latín y Español en academias e institutos valencianos (colegios de San José de la Compañía de Jesús; de Nuestra Señora de Loreto; de Jesús y María; academias de Santo Tomás de Villanueva; de San Buenaventura, y Martí), así como en la propia universidad, entre 1944 y 1947. 
Durante los primeros años de su carrera profesional continúa la relación con Concepción Carles, con quien se casa el 26 de diciembre de 1942 en la iglesia de San Valero en Valencia. De su unión nacen sus hijos Juan Alborg Carles (1943) y Concepción Alborg Carles (1945).
En 1952 se traslada con su familia a Madrid, en cuya universidad ocupa el puesto de Profesor Auxiliar de Filología Latina y, desde 1956, el de Adjunto Provisional de Latín, al tiempo que trabajaba en el Colegio Alamán. En 1959 es nombrado Profesor Ayudante de Prácticas de Lengua y Literatura Latina, un cargo que conserva hasta su marcha a Estados Unidos en 1961.
En Madrid empieza a preparar su obra Hora Actual de la novela española, que tuvo como título provisional Novelistas españoles de hoy. La producción del libro dio ocasión a sus primeros contactos epistolares con escritores como Miguel Delibes, Rafael Ferreres, José María Gironella, José Luis Castillo-Puche, Ana María Matute, Ramón J. Sender o Tomás Salvador.
Alrededor de 1950 se inician sus colaboraciones en prensa, con la publicación de artículos literarios en distintos periódicos como Las Provincias (Valencia) y El Alcázar, una actividad que se intensificó con su traslado a Madrid, allí escribe en El correo literario, Madrid, La Estafeta Literaria, Pueblo, Arriba, Índice y Ateneo. 
Entre 1956 y 1961 participó en el espacio Tercer Programa de RNE, donde contaba con una sección en la que presentaba ensayos sobre autores extranjeros. Entre 1959 y 1960 mantuvo una serie de colaboraciones con el Boletín de la Dirección de Archivos y Bibliotecas, en la sección «Autores para adultos».
En 1959 recibe el Premio Nacional de Literatura Menéndez y Pelayo de ensayo literario por la primera entrega de Hora Actual de la novela española. En estos momentos tenía en preparación el segundo volumen, publicado en 1962.
En el mismo año termina su tesis doctoral Cronistas latinos de América en la España del siglo XVI (contribución a su estudio) y el 3 de febrero de 1960 obtiene el título de Doctor en Filosofía y Letras por la rama de Historia en la Universidad de Madrid.
Sus publicaciones en prensa, especialmente las dedicadas a autores extranjeros, y la concesión del Premio Nacional, llamaron la atención de Jacob Canter, agregado cultural de la Embajada de Estados Unidos. Así, en febrero de 1960 Jacob Canter presencia una conferencia de Alborg, titulada: «Proyección social y personalidad en los novelistas norteamericanos» y le ofrece la posibilidad de ir a enseñar a Estados Unidos, para lo cual, le facilita el contacto con el programa Fulbright. 
Se doctoró en 1960 en la Universidad de Madrid. En 1961, gracias al programa Fulbright, se trasladó a Estados Unidos, donde ejerció la docencia como profesor asociado visitante, primero en la Universidad de Washington (cursos 1961-1962 y 1962-1963) y luego, en la Universidad de Purdue ya como Profesor Titular de Literatura Contemporánea Española (1963-1964). Tras permanecer en Madrid por motivos de visado, se reincorpora a la Universidad de Purdue en septiembre de 1966 y allí desempeñó su docencia como Catedrático hasta 1977, año en que pasa a la Universidad de Indiana, en Bloomington.

## Obras
Entre sus obras destacan Hora actual de la novela española (1958), Sobre crítica y críticos (1991) y, por encima de todas, su Historia de la literatura española (1966-1999), que dejó inconclusa.  
LIBROS Y EDICIONES  
- Horacio, Odas. Libro I, selección, traducción, ordenación y notas de Juan Luis Alborg, Tipografía Moderna, Valencia del Cid, 1941.
- Manuel Ballesteros-Gaibrois y Juan Luis Alborg, Historia Universal y de España, Aeternitas, Valencia, 1948.
- Manuel Ballesteros y Juan Luis Alborg, Historia Universal, Vives Mora, Madrid, 1954.
- Sebastián de Vizcaíno, Descubrimiento de California, ed. de Juan Luis Alborg, Col. Bibliotheca Indiana, Aguilar, Madrid, 1957.
- Pedro Ordóñez de Ceballos, Viaje del Mundo, ed. de Juan Luis Alborg, Col. Bibliotheca Indiana, Aguilar, Madrid, 1958.
- François René de Chateaubriand, Viaje de América, ed. de Juan Luis Alborg, Col. Bibliotheca Indiana, Aguilar, Madrid, 1958.
- Juan Luis Alborg, Hora actual de la novela española. I, Taurus, Madrid, 1958 [2.ª ed. 1963].
- Cicerón, Catilinarias, texto latino, introducción, comentario y notas por Juan Luis Alborg, La Ballesta, Madrid, 1959.
- Manuel Ballesteros y Juan Luis Alborg, Manual de Historia Universal, Gredos, Madrid, 1961.
- Max Savelle, Historia de la Civilización Norteamericana, traducción de Juan Luis Alborg y Mª Dolores López, Gredos, Madrid, 1962.
- Juan Luis Alborg, Hora actual de la novela española. II, Taurus, Madrid, 1962 [2.ª ed. 1968].
- Manuel Ballesteros y Juan Luis Alborg, Historia Universal, Gredos, Madrid, 1965 [4.ª ed: 1967; 5.ª ed. ampliada: 1973].
- Juan Luis Alborg, Historia de la Literatura Española, I. Edad Media y Renacimiento, Gredos, Madrid, 1966 [2.ª ed. ampliada: 1970; 3.ª ed.: 1972].
- Juan Luis Alborg, Historia de la Literatura Española, II. Época barroca, Gredos, Madrid, 1967 [2.ª ed.: 1970; 3.ª ed.: 1974].
- Juan Luis Alborg, Historia de la Literatura Española, III. Siglo XVIII, Gredos, Madrid, 1972 [2.ª ed.: 1974] .
- Juan Luis Alborg, Historia de la Literatura Española, IV. Siglo XIX. Romanticismo, Gredos, Madrid, 1980.
- Juan Luis Alborg, Sobre crítica y críticos. Historia de la Literatura Española: paréntesis teórico que apenas tiene que ver con la presente historia, Gredos, Madrid, 1991.
- Juan Luis Alborg, Historia de la Literatura Española, V. Realismo y naturalismo. La novela Parte 1.ª: Introducción. Fernán Caballero. Alarcón. Pereda, Gredos, Madrid, 1996.
- Juan Luis Alborg, Historia de la Literatura Española, V. Realismo y naturalismo. La novela Parte 3.ª: De siglo a siglo. A. Palacio Valdés. V. Blasco Ibáñez, Gredos, Madrid, 1999 (La parte 2° no se publicó).

## Premios y reconocimientos
- Premio Nacional de Literatura Menéndez y Pelayo en el año 1959 por su primera entrega de Hora actual de la novela española.
- Premio Lluís Guarner de la Generalidad Valenciana en 1999, por el tomo V de su Historia de la literatura española, dedicado a Armando Palacio Valdés y Vicente Blasco Ibáñez.
- Encomienda de la Orden de Isabel la Católica en 2003.